# Friktionstal (hydraulik)
Friktionstal är ett dimensionslöst tal (λ) i Darcy-Weisbachs ekvation. Som används för beräkningar inom den stationära rörströmningen inom hydrauliken. 
Genom att anpassa friktionstalet till de strömningstillstånd och övergångszoner som finns i Moodys diagram, blir Darcy-Weisbachs ekvation användbar för flera flödesproblem i rörströmningsberäkningar.

## Formler för friktionstalet
Friktionstalet beräknas olika beroende på de förhållanden som råder. Utöver de mer vetenskapliga formlerna, finns det många potensformer för det turbuenta strömningsområdena. Dock finns några generella samband, som dock endast är tillämpliga när flödet och röregenskaperna är kända.

### Generella samband
När eventuella tilläggsförluster kan försummas, erhålls följande generella samband (där det andra ledet gäller specifikt för cirkullärt fullgående ledningar):
{\displaystyle \lambda _{DW}={\dfrac {8\cdot g\cdot R_{h}\cdot I}{{\bar {v}}^{2}}}={\dfrac {2\cdot g\cdot d\cdot I}{{\bar {v}}^{2}}}}
{\displaystyle {\dfrac {1}{\sqrt {\lambda _{DW}}}}={\dfrac {\bar {v}}{\sqrt {8\cdot g\cdot R_{h}\cdot I}}}={\frac {\bar {v}}{\sqrt {2\cdot d\cdot I}}}}
där
- λDW = Friktionstal enligt Darcy-Weisbachs ekvation (-)
- g = Tyngdacceleration (m/s2)
- Rh = Hydraulisk radie (m)
- I = Fall (-)
- = Medelhastighet (m/s)
- d = Innerdiameter (m)

### Laminär strömning
Strömningstillstånd 1 i Moody-diagrammet är ett strömningstillstånd, som anses i praktiken råda när värdet på Reynolds tal (Re) understiger ca 2000. Flödena blir då laminära och kan enkelt beräknas med Hagen-Poiseuilles lag. För friktionstalet gäller då följande samband:
{\displaystyle \lambda _{HP}={\dfrac {64}{Re}}}
{\displaystyle {\dfrac {1}{\sqrt {\lambda _{HP}}}}={\dfrac {\sqrt {Re}}{8}}}
där 
- λHP = Friktionstal enligt Hagen-Poiseuilles lag (-)
- Re = Reynolds tal (-)

### Övergångszon I
I Övergångszon I på Moody-diagrammet återfinns ett instabilt strömningstillstånd mellan helt laminärt flöde och turbulent flöde under hydrauliskt glatta förhållanden. I övergångszon I kan flödet vara både laminärt och turnulent beroende på rörets skrovlighet, varför alla teoretiska flödesberäkningar blir mycket osäkra om man inte säkert vet exakt vilken strömning som råder. Denna övergångszon anses i praktiken inträffa när Reynolds tal (Re) hamnar mellan 2000 och 4000.

### Turbulent strömning under hydraulisk glatta förhållanden
Hydraulisk glatta strömningsförhållanden (strömningsförhållande 2A i Moody-diagrammet) är ett strömningstillstånd, som inträffar när Reynolds tal (Re) överstiger ca 4000 samtidigt som skrovlighetens reynoldstal (Re*) är mindre än ca 3-4. I detta område gäller i huvudsak Prandtl-Nikuradses formel, som finns både i en implicit och en explicit form.
{\displaystyle \lambda _{PN}={\dfrac {1}{4\cdot \left(log_{10}\left({\dfrac {Re\cdot {\sqrt {\lambda _{PN}}}}{c_{PN}\cdot \omega }}\right)\right)^{2}}}} Implicit form
{\displaystyle \lambda _{PN}={\frac {1}{4\cdot \left(log_{10}\left({\dfrac {\sqrt {2\cdot g\cdot d^{3}\cdot I}}{2,51\cdot \omega \cdot \nu }}\right)\right)^{2}}}} Explicit form
{\displaystyle {\dfrac {1}{\sqrt {\lambda _{PN}}}}=2\cdot log_{10}\left({\dfrac {Re\cdot {\sqrt {\lambda _{PN}}}}{c_{PN}\cdot \omega }}\right)} Implicit form
{\displaystyle {\dfrac {1}{\sqrt {\lambda _{PN}}}}=2\cdot log_{10}\left({\dfrac {\sqrt {2\cdot g\cdot d^{3}\cdot I}}{2,51\cdot \omega \cdot \nu }}\right)} Explicit form
där
- λPN = Friktionstal enligt Prandtl-Nikuradses formel (-)
- Re = Reynolds tal (-)
- cPN = Empirisk konstant i Prandtl-Nikuradses formel (2,51)
- g = Tyngdacceleration (m/s2)
- d = Innerdiameter (m)
- I = Fall (-)
- ω = Empiriskt vågighetstal (-)
- ν = Kinematiskt viskositet (m²/s)

### Övergångszon II
Övergångszon II i Moody-diagrammet är ett strömningstillstånd, som gäller vid övergången mellan hydraulisk glatt och hydraulisk rått.  Flödet är turbulent så Reynolds tal (Re) överstiger 4000. Dessutom ligger skrovlighetens reynoldstal (Re*) i intervallet 3,1-60 för betongrör och i intervallet 3-45 för korrugerade plastledningar. Denna övergångszon är ofta mest relevant för nya bruksledningar. När de åldras och börjar bli slitna, övergår de successivt till hydrauliskt råa förhållanden. 
I detta intervallet används främst Prandtl-Nikuradse-Colebrooks formel, som även den finns i en implicit form och en explicit form.
{\displaystyle \lambda _{PNC}={\dfrac {1}{4\cdot \left(log_{10}\left({\dfrac {k_{e}}{c_{PNC}\cdot d}}+{\dfrac {2,51}{Re\cdot {\sqrt {\lambda _{PNC}}}}}\right)\right)^{2}}}} Implicit form
{\displaystyle \lambda _{PNC}={\dfrac {1}{4\cdot \left(log_{10}\left({\dfrac {k_{e}}{c_{PNC}\cdot d}}+{\dfrac {2,51\cdot \nu }{\sqrt {2\cdot g\cdot d^{3}\cdot I}}}\right)\right)^{2}}}} Explicit form
{\displaystyle {\dfrac {1}{\sqrt {\lambda _{PNC}}}}=-2\cdot log_{10}\left({\dfrac {k_{e}}{c_{PNC}\cdot d}}+{\dfrac {2,51}{Re\cdot {\sqrt {\lambda _{PNC}}}}}\right)} Implicit form
{\displaystyle {\frac {1}{\lambda _{PNC}}}=-2\cdot log_{10}\left({\dfrac {k_{e}}{c_{PNC}\cdot d}}+{\dfrac {2,51\cdot \nu }{\sqrt {2\cdot g\cdot d^{3}\cdot I}}}\right)} Explicit form
där
- λPNC = Friktionstal enligt Prandtl-Nikuradse-Colebrooks formel (-)
- ke = Ekvivalent sandråhet (m)
- cPNC = Empirisk konstant i Prandtl-Nikuradse-Colebrooks formel (-)
- g = Tyngdacceleration (m/s2)
- d = Innerdiameter (m)
- Re = Reynolds tal (-)
- ν= Kinematisk viskositet (m²/s)

Den empiriska konstanten (cPNC) brukas sättas till 3,93 för betongledningar och 4,00 för korrugerade plastledningar. 

### Turbulent strömning under hydrauliskt råa förhållanden
Hydraulisk råa förhållanden (strömningsområde 2A i Moody-diagrammet) är ett strömningstillstånd, som inträder när skrovlighetens reynoldstal (Re*) överstiger 45,4 för korrugerade plastledningar och 58,8 för betongledningar. Slitna bruksrör tenderar att hamna i denna kategori. I denna zon gäller främst Nikuradse-Prandtls formel, som både finns i en allmän form och en form specifikt för cirkulärt fullgående ledningar.
{\displaystyle \lambda _{NP}={\dfrac {1}{4\cdot \left(log_{10}\left({\dfrac {4\cdot c_{NP}\cdot R_{h}}{k_{e}}}\right)\right)^{2}}}} Allmän formel
{\displaystyle \lambda _{NP}={\dfrac {1}{4\cdot \left(log_{10}\left({\dfrac {c_{NP}\cdot d}{k_{e}}}\right)\right)^{2}}}} För cirkulärt fullgående ledningar
{\displaystyle {\dfrac {1}{\sqrt {\lambda _{NP}}}}=2\cdot log_{10}\left({\dfrac {4\cdot c_{NP}\cdot R_{h}}{k_{e}}}\right)} Allmän formel
{\displaystyle {\dfrac {1}{\sqrt {\lambda _{NP}}}}=2\cdot log_{10}\left({\dfrac {c_{NP}\cdot d}{k_{e}}}\right)} För cirkulärt fullgående ledningar
där
- λNP = Friktionstal enligt Nikuradse-Prandtls formel (-)
- cNP = Empirisk konstant i Nikuradse-Prandtls formel (3,71)
- Rh = Hydraulisk radie (m)
- ke = Ekvivalent sandråhet (m)
- d = Innerdiameter (m)